# Praeludia sponsaliorum plantarum
Praeludia sponsaliorum plantarum (с лат. — «Введение к помолвкам растений», или «Помолвки у растений») — первая научная работа шведского натуралиста Карла Линнея (1707—1778), написана в 1729 году. Представляет собой обзор мнений относительно вопроса пола у растений. Идеи этого сочинения легли в основу знаменитой «Системы природы», ставшей новой вехой в развитии естествознания, а также обозначили новый подход к ботанической классификации, результатом которого стало созданием Линнеем собственной половой системы классификации растений.
В «Шведском биографическом словаре» это сочинение названо «очаровательной презентацией половой теории растений». Оригинал рукописи хранится в Уппсальской университетской библиотеке.

## История создания
Вероятно, ещё в гимназии в Векшё в 1726 году преподаватель естественной истории доктор Юхан Ротман познакомил своего ученика Карла Линнея с идеями французского ботаника Себастьяна Вайяна о поле у растений.
Судя по рукописям Линнея, относящимся к периоду пребывания его в Лундском университете (1726—1727), он в это время уже активно интересовался строением цветков и вопросами классификации растений. Так, некоторые сведения, содержащиеся в Praeludia sponsaliorum plantarum, можно найти в неоконченной рукописи того периода De Ingressu botaniam (с лат. — «О начале ботаники»): здесь имеются рисунки, связанные с системой классификации Турнефора, а также перерисованные иллюстрации, показывающие строение цветков, из работы Вайяна об опылении.

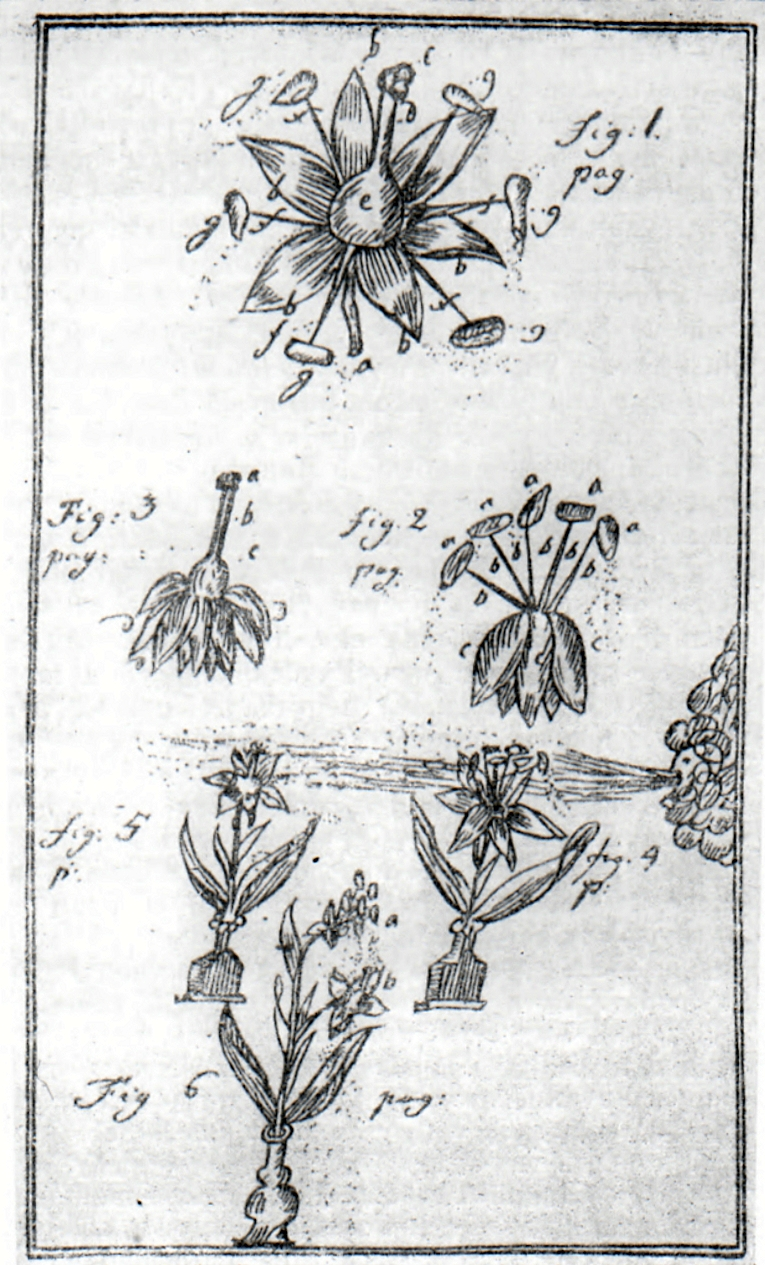
Рисунки Карла Линнея из рукописи Praeludia sponsaliorum plantarum. Подпись к ним Линней делал на латинском языке, курсивом выделяя те пояснения, которые имели отношение к «великой аналогии … между растениями и животными».
Рисунок 1. Гермофродитный (женомужний, андрогинный) цветок: a) цветоножка, b) венчик, или брачное ложе, c) коронка столбика [современный термин — рыльце], или вульва, d) столбик, или влагалище, воронка, e) плод, коробочка, или яичник, f) тычинки, или семенные сосуды, g) верхушки [современный термин — пыльники], или тестикулы.
Рисунок 2. Мужской цветок: a) верхушки [современный термин — пыльники], или тестикулы, b) тычинки, или семенные сосуды, c) венчик и чашечка, или брачное ложе.
Рисунок 3. Женский цветок: a) вульва, корона столбика [современный термин — рыльце], b) влагалище, воронка, столбик, c) яичник, зачаток плода.
Рисунок 4. Мужское растение, плодов на таком растении нет.
Рисунок 5. Женское растение, полностью отличается от мужского [тем, что на нём все цветки приносят плоды]. [Показано также, как ветер, который дует на растение на рисунке 4, переносит пыльцу на растение, изображённое на рисунке 5.]
Рисунок 6. Растение, на котором одновременно есть и цветки, и плоды [имеется в виду, что на этом растении есть и мужские цветки, которые плодов не приносят, и женские цветки, из которых развиваются плоды]

В «Автобиографии» Линней пишет, что непосредственным поводом для написания Praeludia sponsaliorum plantarum стало выступление в конце 1729 года в Уппсальском университете (в котором Линней в то время учился) библиотекаря Георга Валлина с филологической диссертацией, имевшей отношение к ботанике. Поскольку у Линнея не было возможности принять личное участие в дискуссии, он изложил сведения о том, каковы «на самом деле» отношения у растений разных полов, в письменном виде.
Одним из основных источников для Praeludia sponsaliorum plantarum стало изданное в 1709 году сочинение Вайяна De sponsaliorum arborum (с лат. — «О браках у деревьев»), которое имелось в библиотеке профессора теологии Улофа Цельсия (1670—1756). Цельсий был любителем-ботаником, вместе с Линнеем они совершили немало ботанических экскурсий по окрестностям Уппсалы, а с середины 1729 года Линней жил у него дома.
Половое размножение у растений в книге Вайяна излагалось как не требующее доказательств, однако в действительности по состоянию на 1729 году вопрос о полах у растений не получил в науке сколько-нибудь широкого распространения. Идеи Вайяна привлекли Линнея, поскольку с их помощью он получал ключ к построению единой системы живой природы: и для царства животных, и для царства растений механизм полового размножения (то есть тот механизм, который отличал их от природы неживой) оказывался единым — и, тем самым, преодолевалась та пропасть, которая всегда между этими царствами существовала. Обладая широкими практическими познаниями в области ботаники, Линней в своём сочинении совместил известные ему примеры полового размножения у растений с идеями Вайяна.

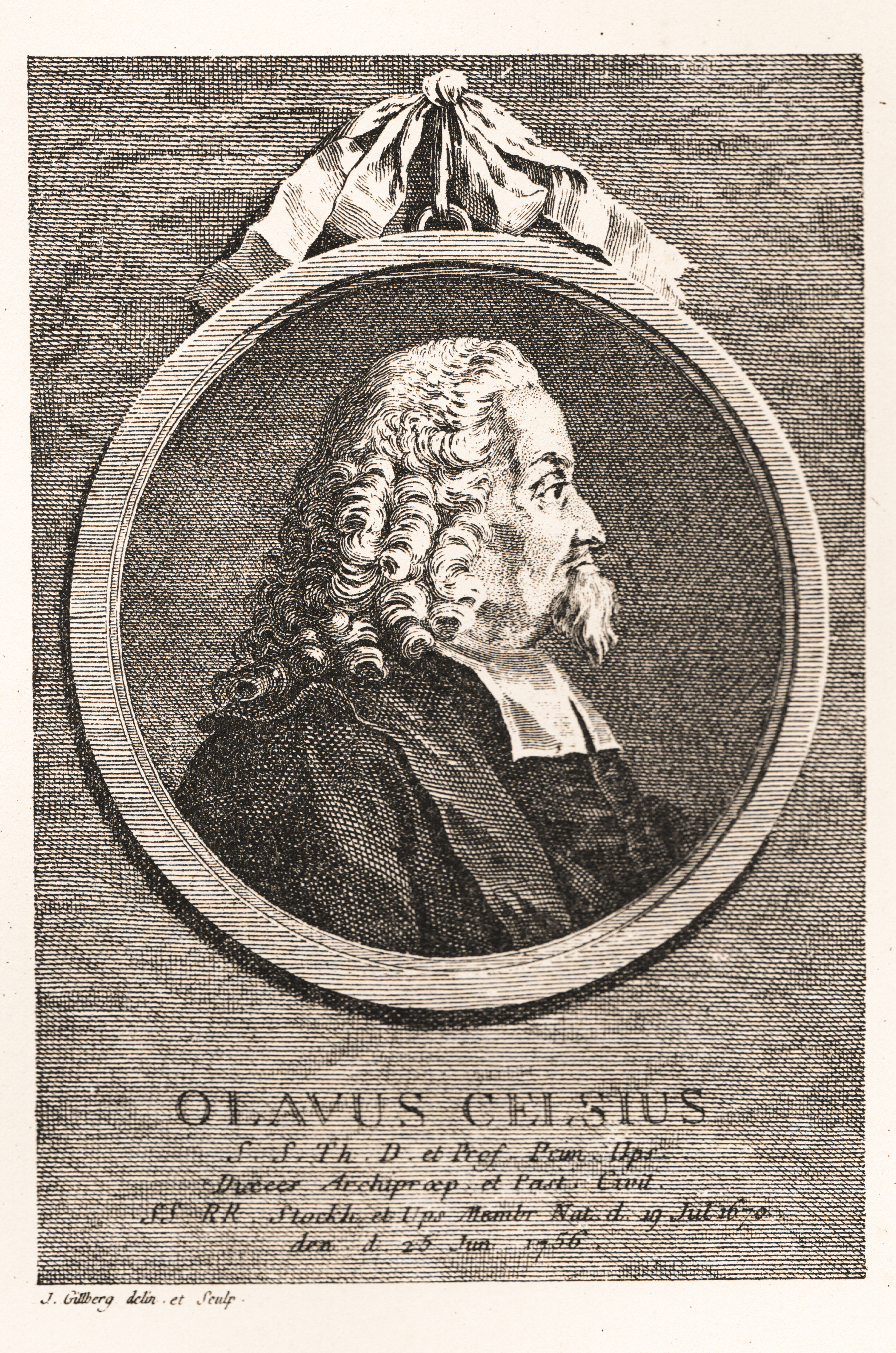
Улоф Цельсий, которому Линней подарил рукопись своего сочинения

Рукопись своего сочинения Карл Линней преподнёс в качестве новогоднего подарка в конце декабря 1729 года профессору Улофу Цельсию, написав в предисловии: «Я рождён не поэтом, а до некоторой степени ботаником и по этой причине дарю годичный плод небольшого урожая, который бог ниспослал мне…»
Praeludia… вызвала большой интерес в академических кругах Уппсалы, на неё, в частности, обратил внимание наиболее авторитетный ботаник Уппсальского университета профессор Улоф Рудбек-младший (1660—1740) — особенно после выступления Линнея в научном обществе Уппсалы с новой версией своего сочинения. С мая 1730 года под его началом Линней приступил к преподаванию как демонстратор в ботаническом саду университета, а с июня Рудбек-младший нанял его домашним учителем для своих детей с предоставлением бесплатного жилья и питания, а также выплатой денежного довольствия.

## Содержание
Praeludia sponsaliorum plantarum состоит из 30 кратких положений («канонов»). Сочинение написано большей частью на шведском языке, частично — на латыни. О содержании сочинения достаточно много говорится уже в том тексте, который размещён на титульном листе: «Карла Линнея, занимающегося медициной и ботаникой королевского стипендиата, Введение к помолвкам растений, в котором объясняется их физиология, показывается пол, открывается способ оплодотворения, а также заключается о самой сущности аналогии растений с животными».
Работа Линнея представляет собой обзор мнений по вопросу о поле у растений — начиная с авторитетов древности, Теофраста (III век до нашей эры) и Плиния Старшего (I век нашей эры), и заканчивая ботаниками начала XVIII века, Питтоном де Турнефором (1656—1708) и Вайяном (1669—1722). Кроме указанных учёных, исследования в области пола у растений занимались английский ботаник Якоб Бобарт-старший (1599—1680) и немецкий ботаник Рудольф Камерариус (1665—1721), однако с их трудами Линней, по всей видимости, до середины XVIII века знаком не был.
В сочинении достаточно подробно описываются функции различных частей цветка в соответствии с идеями Вайяна, при этом указывается вспомогательная роль лепестков и основополагающая роль пестиков и тычинок. Линней писал, что лепестки сами по себе никакого вклада в воспроизведение растений не делают, а служат лишь «брачным ложем», в то время как пестики и тычинки играют наиболее важную роль в размножении и потому являются наиболее существенными частями цветка («невестами» и «женихами» соответственно). Роль Вайана в исследовании пола у растений подчёркивалась особо: «Несравненный Вайян работал над этим вопросом и превзошёл всех других», — писал Линней.
Сам Линней о содержании своего сочинения писал в предисловии: «На этих немногих страницах обсуждается великая аналогия, которая должна быть обнаружена между растениями и животными в размножении их семей сходным образом…»

## Значение работы
Работа Praeludia sponsaliorum plantarum показывает, что в конце 1729 — начале 1730 года Линней достиг ясного понимания в вопросе о поле у растений. Идея этого сочинения о единой концепции полового размножения у растений и животных легла в основу знаменитой «Системы природы», явившейся новой вехой в развитии естествознания, а вывод, что органы, непосредственно участвующие в размножении, являются наиболее важными для растения и именно на их анализе должна строиться ботаническая классификация, лёг в основу половой системы классификации растений («системы Линнея»), впервые опубликованной в 1735 году и активно использовавшейся в естествознании с середины XVIII до конца XIX века. Пятая глава книги Линнея Philosophia Botanica (1751) — одного из главных его произведений и одного из основополагающих сочинений по современной ботанической систематике — в значительной степени является пересказом тех идей, которые впервые были высказаны им в Praeludia sponsaliorum plantarum.

## Издания
Первая публикация сочинения состоялась только в 1908 году. В 1905—1913 годах в Швеции было издано пятитомное (в шести книгах) собрание сочинений Карла Линнея; Praeludia sponsaliorum plantarum была опубликована в первом выпуске четвёртого тома:
- Praeludia sponsaliorum plantarum // Skrifter af Carl von Linné : Utgifna af Kungl. svenska vetenskapsakademien :  [швед.] / Öfversatt till Svenska språket af Th. M. Fries. — Upsala : Almqvist & Wiksells boktryckeri-a.-b., 1908. — Bd. 4, Nr. 1. — S. 1—26. — 341 s.

В 2007 году (к 300-летию со дня рождения Линнея) Уппсальская университетская библиотека выпустила факсимиле рукописи с переводами текста на шведский и английский языки:
- Förspel till växternas bröllop = Prelude to the betrothal of plants : faksimil med svensk transkription och engelsk översättning av Præludia sponsaliorum plantarum 1729 = facsimile with a Swedish transciption and an English translation of Præludia sponsaliorum plantarum 1729 / red. av X. Wootz & K. Östlund. — Uppsala : Uppsala universitetsbibliothek, 2007. — 103, [40] p. — (Scripta minora Bibliothecae Regiae Universitatis Upsaliensis, ISSN 0282-3152; 12). — ISBN 9789150619546.

## Комментарии
1. ↑  Второе и третье слова в названии сочинения в одних источниках начинаются со строчных букв[1], в других — с заглавных[2].